# Simon Kainzwaldner
Simon Kainzwaldner (Bolzano, 24 febbraio 1994) è uno slittinista italiano.

## Biografia
Ha iniziato a gareggiare per la nazionale italiana nelle varie categorie giovanili, sia nella specialità del singolo sia in quella del doppio in coppia con Florian Gruber, prendendo parte alla prima edizione dei Giochi olimpici giovanili invernali ad Innsbruck 2012, occasione in cui ha preso a parte a tutte e tre le competizioni in programma, conquistando la medaglia d'oro nel doppio, giungendo decimo nel singolo e quinto nella gara a squadre. Ai campionati mondiali juniores ha ottenuto una medaglia d'argento nel doppio ad Igls 2014 e due medaglie nelle gare a squadre: l'oro a Park City 2013 ed il bronzo a Schönau am Königssee 2012; ha inoltre trionfato nella classifica finale della Coppa del Mondo juniores nella stagione 2013/14.

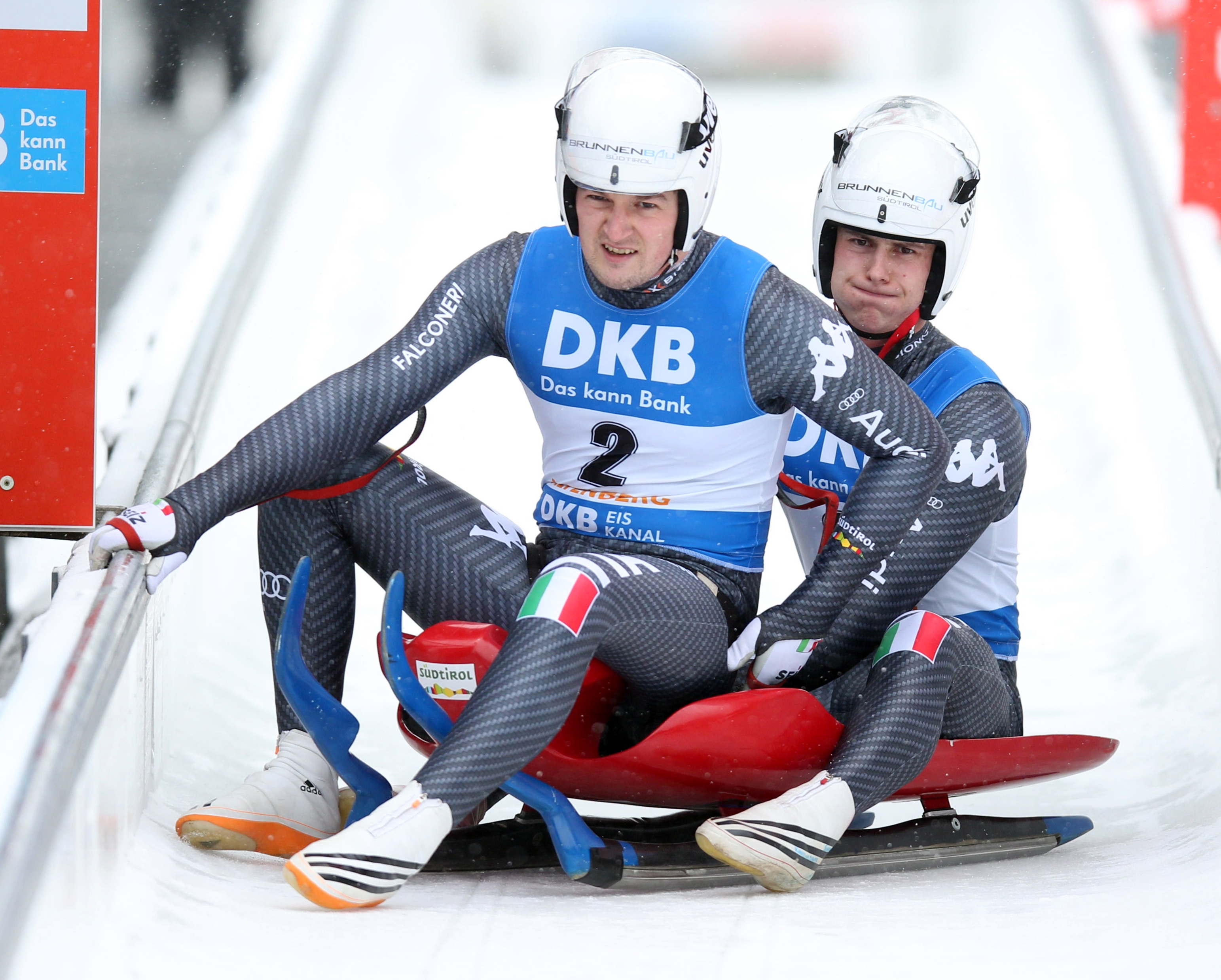
Simon Kainzwaldner (dietro) con Florian Gruber in gara ad Altenberg nel 2017

A livello assoluto ha esordito in Coppa del Mondo il 29 novembre 2014, nella tappa inaugurale della stagione 2014/15, ottenendo la quinta posizione nel doppio ad Igls. Dalla stagione 2018/19 gareggia in coppia con Emanuel Rieder, con il quale colse il suo primo podio il 12 gennaio 2020 ad Altenberg nella gara a squadre, mentre salì per la prima volta sul podio del doppio sprint il 26 gennaio 2020 a Sigulda, terminando la gara al secondo posto. In classifica generale, come miglior risultato, si è piazzato in settima posizione nel doppio nel 2020/21.

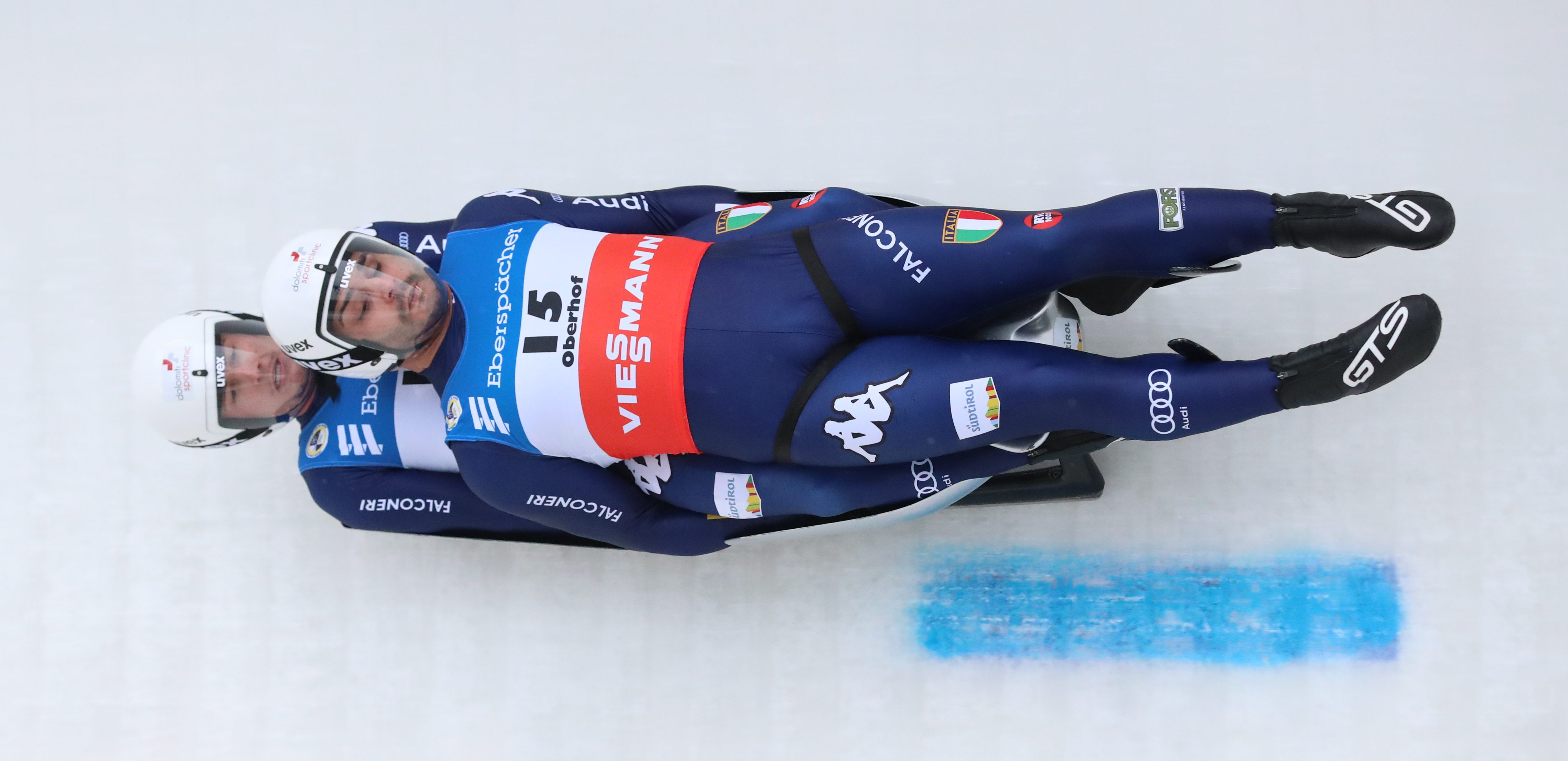
Kainzwaldner (dietro) con Emanuel Rieder in gara a Oberhof nel 2021

Ha preso parte a sei edizioni dei campionati mondiali, vincendo in totale una medaglia d'argento. Nel dettaglio i suoi risultati nelle prove iridate sono stati, nel doppio: quattordicesimo a Sigulda 2015, tredicesimo a Schönau am Königssee 2016, diciassettesimo a Igls 2017, sedicesimo a Winterberg 2019, quinto a Soči 2020 e quarto a Schönau am Königssee 2021; nel doppio sprint: quattordicesimo a Winterberg 2019, medaglia d'argento a Soči 2020 e settimo a Schönau am Königssee 2021; nelle prove a squadre: quarto a Soči 2020. Si è inoltre aggiudicato la medaglia d'argento nella speciale classifica riservata agli atleti under 23 in tre occasioni: a Sigulda 2015, a Schönau am Königssee 2016 e a Igls 2017.
Agli europei ha ottenuto invece quale miglior piazzamento il quinto posto nel doppio, raggiunto nella rassegna di Lillehammer 2020.

## Palmarès

### Mondiali
- 1 medaglia:
  - 1 argento (doppio sprint a Soči 2020).

### Europei
- 2 medaglie:
  - 2 bronzi (gara a squadre a Sigulda 2023; gara a squadre ad Innsbruck 2024).

### Mondiali under 23
- 3 medaglie:
  - 3 argenti (doppio a Sigulda 2015; doppio a Schönau am Königssee 2016; doppio a Igls 2017).

### Mondiali juniores
- 3 medaglie:
  - 1 oro (gara a squadre a Park City 2013);
  - 1 argento (doppio ad Igls 2014);
  - 1 bronzo (gara a squadre a Schönau am Königssee 2012).

### Europei juniores
- 1 medaglia:
  - 1 argento (gara a squadre ad Oberhof 2013).

### Olimpiadi giovanili
- 1 medaglia:
  - 1 oro (doppio a Innsbruck 2012).

### Coppa del Mondo
- Miglior piazzamento in classifica generale nel doppio: 4º nel 2021/22.
- 11 podi (4 nel doppio, 2 nel doppio sprint, 5 nelle gare a squadre):
  - 2 secondi posti (1 nel doppio sprint, 1 nelle gare a squadre);
  - 9 terzi posti (4 nel doppio, 1 nel doppio sprint, 4 nelle gare a squadre).

### Coppa del Mondo juniores
- Vincitore della Coppa del Mondo juniores nel doppio nel 2013/14.
- Miglior piazzamento in classifica generale nel singolo: 24° nel 2011/12.

### Coppa del Mondo giovani
- Miglior piazzamento in classifica generale nel singolo: 19° nel 2010/11.